# Алан Кертіс
Алан Кертіс (англ. Alan Curtis; 24 липня 1909 — 2 лютого 1953) — американський актор кіно.

## Біографія
Гаррі Веберрот (англ. Harry Ueberroth) народився в Чикаго, штат Іллінойс. Він почав працювати в модельному бізнесі, перш ніж стати актором. Його поява не залишилося непоміченим в Голлівуді, і почав зніматися в кіно в наприкінці 1930-х, з запам'ятовуються ролями в таких фільмах, як «Висока Сьєрра», «The Last Refuge» (1941) і «Леді-примара» (1944) . За свою кар'єру актор зіграв більш ніж в 30 художніх фільмів. Має зірку на Голлівудській алеї слави.
Алан Кертіс був одружений чотири рази, в тому числі з акторками Прісциллою Лоусон і Ілоною Мессі.
Актор помер від ускладнень після хірургічної операції в Нью — Йорку, у віці 43 років. Він був похований в Еванстоні, штат Іллінойс.

## Вибрана фільмографія
- 1937 — Манекен
- 1939 — Сержант Мадден
- 1939 — Гарні дівчата їдуть до Парижа
- 1939 — Голлівудська кавалькада
- 1940 — Чотири сини
- 1941 — Рядові
- 1941 — Висока Сьєрра
- 1944 — Леді-примара